# Зайці (Великорублівська сільська громада)
Зайці́ —  село в Україні, у Великорублівській сільській громаді Полтавського району Полтавської області. Населення становить 216 осіб. До 2020 орган місцевого самоврядування — Микілківська сільська рада.

## Географія
Село Зайці знаходиться за 2,5 км від села Ковжижа.

## Історія
12 червня 2020 року, відповідно до розпорядження Кабінету Міністрів України № 721-р «Про визначення адміністративних центрів та затвердження територій територіальних громад Полтавської області», село увійшло до складу Великорублівської сільської громади.
19 липня 2020 року, в результаті адміністративно - територіальної реформи та ліквідації  Котелевського району, село увійшло до складу новоутвореного Полтавського району.

## Населення

### Мова
Розподіл населення за рідною мовою за даними перепису 2001 року:
| Мова       | Кількість | Відсоток |
| ---------- | --------- | -------- |
| українська | 215       | 99.54%   |
| російська  | 1         | 0.46%    |
| Усього     | 216       | 100%     |

## Економіка
- Птахо-товарна ферма.

## Відомі люди
- Перепелиця Григорій Миколайович (13.08.1953) — український політолог, конфліктолог-міжнародник, директор Інституту зовнішньої політики Дипломатичної академії при Міністерстві закордонних справ України. Доктор політичних наук, професор КНУ, капітан 1 рангу у відставці.